# Wonderland (песня)
Wonderland (с англ. — «Страна чудес») — песня британской исполнительницы Наталии Киллс из её дебютного альбома Perfectionist (2011).

## Сюжет
В песне Наталия поёт о том, что она не сказочная принцесса и ей не нужно ничего, кроме как быть со своим возлюбленным.

## Музыкальное видео
Клип показывает Наталию в образе Алисы попавшей на чаепитие к белому кролику. Наталия устраивает бунт, её выводят из здания, где проходило чаепитие, и казнят. На телевидении клип чаще всего показывали в зацензурированной версии, где все сцены прикрыты, а кадры с отрубленной головой Наталии замутнены.

## В кино
Песня была использована в фильме «Страшно красив», но не вошла в саундтрек к фильму.

## Список композиций
- US digital download[1]

1. «Wonderland (Ft. Rrlytox)» — 3:31

- German CD single[2]

1. «Wonderland» — 3:31
2. «Wonderland» (Release Yourself Club Remix) — 6:13

- German digital remix EP[3]

1. «Wonderland» (Release Yourself Club Remix) — 6:13
2. «Wonderland» (Ladytron Remix) — 3:27
3. «Wonderland» (We Have Band Remix) — 4:22
4. «Wonderland» (video) — 4:02

## Чарты
| Чарт (2011)                 | Высшее место |
| --------------------------- | ------------ |
| Австрия (Ö3 Austria Top 40) | 55           |
| Германия (GfK)              | 45           |
| Словакия (IFPI)             | 93           |